# Roger Hagnauer
Pingouin
Pour les articles homonymes, voir Hagnauer et Pingouin (homonymie).
Roger Hagnauer, surnommé Pingouin, est un enseignant et militant syndicaliste révolutionnaire, communiste anti-stalinien, puis libertaire français, né le 19 juillet 1901 à Paris et mort le 11 janvier 1986 à Meudon-la-Forêt.
Il crée avec sa femme Yvonne Hagnauer la Maison d'enfants de Sèvres, qui accueille et cache de nombreux enfants juifs.
Antimilitariste et pacifiste, il signe en 1939, l'appel « Paix immédiate ! » rédigé par Louis Lecoin.

## Biographie
Roger Hagnauer nait en 1901 dans une famille d'origine juive alsacienne, qui a choisi la France en 1871.
Il adhère en 1916 aux Jeunesses républicaines, dont il est exclu en 1921. Il adhère alors, dès leur création, au mouvement des jeunesses communistes. Il est issu du syndicalisme révolutionnaire.
Il participe en 1923, au cours de son service militaire, à l'occupation de la Ruhr. Suivant le mot d'ordre des jeunesses communistes il refuse de réprimer les ouvriers allemands et fraternise avec l'ennemi. Il fait partie de la quinzaine de soldats qui sont conduits à la prison de Mayence en attendant de passer en conseil de guerre. Il y reste de novembre 1923 à mai 1924. L'arrivée au pouvoir du « cartel des gauches », qui avait inscrit dans son programme l'évacuation de la Ruhr, lui permet de bénéficier d'une amnistie. De retour à Paris, il milite au Parti communiste et, en tant qu'instituteur, dans le syndicalisme enseignant.
Le 28 décembre 1925, il a épousé l'éducatrice Yvonne Even.
Hagnauer est exclu du PC en janvier 1926 (pour avoir fait partie de l'opposition interne et avoir notamment refusé de prendre parti contre Trotski). Il rejoint la revue La Révolution prolétarienne animée par Pierre Monatte. Il restera un collaborateur régulier de la « RP » jusqu'à son décès.
À la création du Comité des 22 pour l'unification syndicale le 9 novembre 1930, Roger Hagnauer fait partie, avec Pierre Monatte, des sept représentants de la minorité de la CGTU. Comme d'autres militants proches du même courant (Josette et Jean Cornec parents du futur fondateur de la FCPE, Joseph Rollo, Henri Aigueperse...), il consacre son activité syndicale au Syndicat national des instituteurs (SNI), d'abord au sein de la section départementale de la Seine au sein de laquelle il sera membre du bureau (notamment chargé du bulletin L'École du grand Paris de 1933 à 1937), de la Fédération générale de l'enseignement — il sera le premier secrétaire général du Syndicat de l'enseignement de la région parisienne (SERP), qui regroupait les syndicats de la Seine et de Seine-et-Oise — et sera même élu membre du Bureau national du SNI à la fin des années trente. C'est également le cas d'Yvonne Hagnauer son épouse, qui arrachera le dernier siège de conseillère départementale de l'enseignement primaire (élue alors au scrutin uninominal) que ne détenait pas encore le SNI dans le département de la Seine.
En 1936, il participe à la création du Comité de vigilance des intellectuels antifascistes. Il adhère la même année au Comité pour l'Espagne libre qui se transformera par la suite en Section française de la Solidarité Internationale Antifasciste (SIA).
Il préside avec le poète André Breton et l'écrivain Poulaille un meeting à la Mutualité (9 juin) « Contre la guerre et la servitude ».

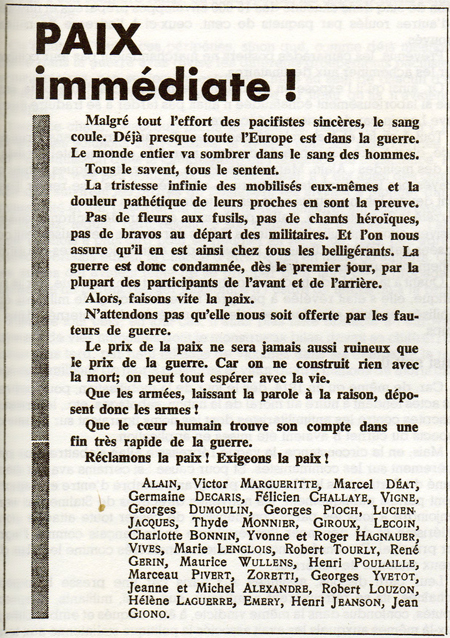
Paix immediate

Il signe en 1939 un appel pour la paix avec les rares socialistes et syndicalistes restés fidèles à la pensée pacifiste. En septembre il signe le tract « Paix immédiate ! » rédigé par Louis Lecoin et imprimé clandestinement à 100 000 exemplaires. Cela lui vaut d'être suspendu par l'Éducation nationale.
Le 17 septembre il est mobilisé. Le 15 juin il est fait prisonnier à Sainte-Meure. Il ne rentrera de captivité qu'en novembre. 
La Révolution prolétarienne a cessé de paraître dès le début des hostilités pour ne pas subir la censure mais le « noyau » dont il fait partie continue de se rencontrer chez Maurice Chambelland.
Il entre en 1941 au Secours national (assurances sociales) puis fonde avec sa femme Yvonne la Maison d'enfants de Sèvres qui sauve de nombreux enfants juifs.
Il est acquitté en 1942 par le tribunal militaire dans l'affaire du tract « Paix immédiate ! » Dénoncé comme Juif, il est recherché par la Gestapo et quitte la banlieue parisienne.
Il rentre à Sèvres en 1945. Il est écarté de toute fonction syndicale par la commission d'épuration, à la suite notamment des interventions des communistes et en particulier de Paul Delanoue (en), en raison des liens du début de la guerre avec le Secours national mis en place par le Gouvernement de Vichy et qu'expliquaient les combats virulents d'avant-guerre entre Hagnauer et les syndicalistes communistes. On ignore alors que ces relations avaient pour but de faciliter l'activité de la Maison de Sèvres devenue le refuge de nombreux enfants juifs qu'il s'agissait de protéger par tous les moyens.
Le « noyau » décide de faire reparaître en 1947 La Révolution prolétarienne.
Il participe en 1948 à la création de la CGT-FO qui veut revenir au syndicalisme de la Charte d'Amiens. Au sein de la FEN, il appartient à la tendance Force ouvrière (peu représentée d'ailleurs au Syndicat national des instituteurs dont il est toujours membre). Il est secrétaire de la fédération Force ouvrière de l'Éducation nationale, ainsi que de l'Union des syndicats FO de la région. Il reste cependant fidèle au SNI et à la FEN après leur passage à l'autonomie.
En 1951, Pierre Monatte s'éloigne de La Révolution prolétarienne qu'il trouve trop proaméricaine, alors que la CIA finance la CGT-FO. Roger Hagnauer prend en charge l'animation de la revue.
Roger Hagnauer prend sa retraite à Meudon-la-Forêt. Il y meurt le 11 janvier 1986, inconsolable, quelques mois après sa femme Yvonne. Lors de ses obsèques, sa mémoire est saluée par les amis de La Révolution prolétarienne et la section parisienne du SNI-PEGC. Il était officier de l'ordre des Palmes académiques.

## Au cinéma
Dans Pingouin et Goéland et leurs 500 petits (2021), Michel Leclerc raconte l'histoire de Roger et Yvonne Hagnauer et de la maison d'enfants de Sèvres où sa mère, fille de déportés, a été accueillie pendant la Seconde Guerre mondiale,,.

## Publications
- 1956 :  L'actualité de la Charte d'Amiens publié aux Éditions de l'Union des syndicalistes (préface de Pierre Monatte).
- 1960 : Les joies et les fruits de la lecture publié aux Éditions ouvrières (préface de Georges Duhamel de l'Académie Française)
- 1961 : L'expression orale et écrite publié aux Éditions ouvrières.
- 1961 : Il préface Présence du syndicalisme libertaire de Louis Mercier, publié aux éditions de la Commission internationale de liaison ouvrière et de l’Union des syndicalistes.
- 1968 : Des mots et des idées, Défense et vulgarisation de la langue française, publié aux Éditions ouvrières.
- 1968 : Il publie dans le bulletin des Amis de la maison de Sèvres le bilan de « 27 années d'expérience remarquable ».
- 1973 :  Deux jeunes Parisiens en l'année du premier métro, publié aux Éditions de l'école.
- 1974 : À propos des activités d'éveil publié aux Éditions de l'école.
- 1975 : L'humanisme ouvrier de Fernand Pelloutier publié dans les Cahiers de l'humanisme libertaire no 215, avril